# Hassan Isaac Karongo
Hassan Isaac Karongo (28 febbraio 1985) è un calciatore sudanese, difensore dell'Al-Nil.

## Carriera

### Club
Ha sempre giocato nel campionato sudanese.

### Nazionale
Con la Nazionale ha partecipato alla Coppa d'Africa 2008.